# George James Snelus
George James Snelus (1837 - 1906) est un métallurgiste anglais, connu pour être le premier à avoir déphosphoré de la fonte brute en l’oxydant en présence de scories basiques dans un convertisseur.

## Formation
Alors qu’il se formait pour devenir enseignant, Snelus découvre la chimie et la métallurgie au cours de ses études, juste après l’invention du procédé Bessemer. Se passionnant pour ces disciplines, il les étudie à l'Owens College à Manchester, avant de les enseigner lui-même dans ce même établissement. Il approfondit ses connaissances en intégrant brillamment la Royal School of Mines en 1864. À sa sortie de l’école, en 1867, il est embauché comme chimiste à la Dowlais Iron and Steel Works, qui était alors la plus grande usine sidérurgique du Royaume-Uni.
En rejoignant l'Iron and Steel Institute, qui venait à peine d’être fondée, il contribue au rayonnement de cette association par la pertinence et la clarté de ses exposés. Il s’intéresse rapidement au procédé Bessemer, en menant des études exhaustives sur la composition chimique des gaz émis, en relation avec le spectre lumineux de la flamme sortant du convertisseur et la composition du métal pendant le soufflage. Il démontre que le spectre de la flamme est fortement influencé par la température du bain, et préconise de capter les gaz avant que ceux-ci ne s’enflamment au contact de l’air, la conduite du soufflage, qui se fait d’après la flamme, ne demandant pas une combustion de la totalité des gaz émis.

## Premières intuitions sur la déphosphoration de la fonte
En 1871, à l’occasion d’un voyage aux États-Unis dont le but principal est d’évaluer la mécanisation du puddlage, il effectue une synthèse des connaissances et des techniques métallurgiques américaines. C’est à ce moment-là que Snelus s’intéresse à la déphosphoration réalisée par le puddlage, qui est encore mal comprise. Il remarque, en analysant les garnissages de sole utilisés par les puddleurs, que la déphosphoration est plus efficace avec les garnissages basiques. Il constate également que la déphosphoration se produit au début de l’affinage, alors que le métal est liquide, quoiqu'encore relativement froid,.
Lors du congrès annuel de l'Iron and Steel Association de 1872, il affirme travailler sur l’incapacité qu’a le procédé Bessemer à déphosphorer. Peu après, il dépose un brevet relatif à l’usage de la chaux dans un convertisseur Bessemer. Son revêtement, qui consiste en une chaux réduite en poudre et damée, n’est cependant efficace que s’il est maintenu chaud. Mais peu satisfait des résultats, il ne mentionne pas, dans son brevet, les capacités déphosphorantes de son revêtement.

## Des essais encourageants mais sans lendemains
Les premiers essais sont réalisés sur un petit convertisseur d’une capacité d’une centaine de kilos. Il constate que son intuition est exacte : dans un convertisseur revêtu de briques réfractaires basiques, le phosphore quitte le métal pour aller dans le laitier. Mais en étendant ses essais à un convertisseur d’une capacité de 7 tonnes, il ne parvient pas à obtenir un revêtement réfractaire satisfaisant. En effet, le caractère hygroscopique de la chaux complique le maçonnage : celle-ci fuse et le garnissage s’effondre. Avant d’interrompre ses essais à cause de l’hiver, il dépose un brevet protégeant « l’usage de chaux et de calcaire magnésien ou autre, dans toutes ses formes utilisables pour le revêtement de tous les fours dans lesquels des métaux ou leurs oxydes sont fondus ou manipulés à l’état fluide ». Cependant, une fois ce brevet déposé, il suspend ses recherches, attendant « une opportunité plus favorable pour concrétiser ses idées ».
Snelus paie pendant 7 ans les droits relatifs à ce brevet, communiquant peu sur les progrès réalisés : retenant la leçon d’Henry Bessemer qui avait publié son invention avant que celle-ci soit parfaitement au point, il s’interdit d’annoncer quoi que ce soit tant que son revêtement réfractaire n’est pas satisfaisant. Pourtant, en mai 1880, un de ses amis élabore 1 000 tonnes de rails de bonne qualité à partir de fonte phosphoreuse, en utilisant son procédé.
Lorsque Sidney Gilchrist Thomas et Percy Carlyle Gilchrist brevettent leur procédé en 1877, Snelus s’arrange rapidement avec eux pour partager les bénéfices de l’invention. Il s’emploie dès lors à analyser leur procédé ainsi que le métal obtenu à partir de fonte phosphoreuse. Mais il doit progressivement abandonner ses recherches après avoir été nommé à la tête des ’’West Cumberland Steel Works’’, où il introduit, pour la première fois en Grande-Bretagne, l’utilisation de la fonte au convertisseur directement après son élaboration au haut fourneau. Il y introduit également le laminage à chaud des lingots, juste après que ceux-ci aient été coulés.
En 1883, la Médaille d’or de Bessemer lui est décernée pour avoir été « le premier homme à avoir fait du fer pur à partir d’un convertisseur revêtu de matériaux réfractaires basiques ».